# Plan Gomułki

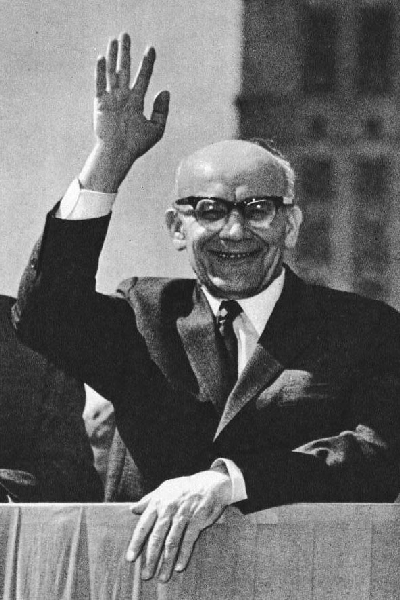
Władysław Gomułka - I sekretarz Komitetu Centralnego PZPR w latach 1956–1970

Plan Gomułki – projekt dotyczący zatrzymania zimnowojennego wyścigu zbrojeń. W odpowiedzi na zarzuty państw NATO wobec poprzedzającego go planu Rapackiego, plan Gomułki nie miał naruszać równowagi militarnej.

## Historia i założenia planu
Po raz pierwszy Władysław Gomułka przedstawił swój wstępny projekt zamrożenia zbrojeń jądrowych i termojądrowych 28 grudnia 1963 na wiecu w Płocku. Konkretna propozycja została zaprezentowana w memorandum rządowym z 29 lutego 1964, które wystosowano do rządów USA, Kanady, Wielkiej Brytanii, Francji, Belgii, Holandii, RFN, ZSRR, Czechosłowacji i NRD. Plan zakładał zamrożenie zbrojeń jądrowych i termojądrowych na obszarze następującej grupy państw:
- Polska;
- Czechosłowacja;
- NRD;
- RFN.

Przewidziano również możliwość przystąpienia innych zainteresowanych państw do tej strefy. Plan zamrożenia zbrojeń nie spotkał się z takim zainteresowaniem, jak plan Rapackiego. Reakcje na niego również były zbliżone - blok wschodni poparł tę propozycję, zaś państwa NATO nie zgodziły się na jego akceptację.